# Autonomía indígena originario campesina
La autonomía indígena originario campesina (AIOC) (o indígena originaria campesina) fue establecida por la Constitución Política de Bolivia que entró en vigencia el 7 de febrero de 2009 al ser promulgada por el presidente Evo Morales tras ser aprobada en un referéndum el 25 de enero de 2009. A diciembre de 2020 solo tres municipios (Charagua Iyambae, Uru Chipaya y Salinas de Garci Mendoza) y un territorio (Raqaypampa) lograron completar los pasos para establecer la AIOC.

## Descripción
La Constitución Política del Estado de Bolivia reconoce la existencia de 4 tipos de autonomías en la organización territorial del Estado: departamental, municipal, regional e indígena originario campesina.
La autonomía indígena originario campesina es el reconocimiento del gobierno propio de las naciones y pueblos indígena originario campesinos (NPIOC) en el marco de la libertad, dignidad, tierra-territorio y respeto de su identidad y formas de organización propia.
Pueden acceder a la autonomía indígena originario campesina: un territorio indígena originario campesino (TIOC) (previamente llamados tierras comunitarias de origen), un municipio y una región, ya sea las regiones existentes o las que se conformen como una región indígena originaria campesina (RIOC) (art. 44 de la ley n.° 031). Este régimen alcanza al pueblo afroboliviano, de acuerdo al reconocimiento en el artículo n.º 32 de la Constitución Política del Estado.
Una nación y pueblo indígena originario campesino es toda colectividad humana que comparte identidad cultural, idioma, tradición histórica, instituciones, territorialidad y cosmovisión cuya existencia es anterior a la invasión colonial española (CPE, art. 30.I).

## Reconocimiento constitucional
La autonomía indígena originario campesina es el reconocimiento constitucional del gobierno propio de las naciones y pueblos indígenas campesinos de Bolivia. Está enunciada en los artículos n.º 2 y 289 de la Constitución Política del Estado:

Artículo N° 2. Dada la existencia precolonial de las naciones y pueblos indígena originario campesinos y su dominio ancestral sobre sus territorios, se garantiza su libre determinación en el marco de la unidad del Estado, que consiste en su derecho a la autonomía, al autogobierno, a su cultura, al reconocimiento de sus instituciones y a la consolidación de sus entidades territoriales, conforme a esta Constitución y la ley.

Artículo 289. La autonomía indígena originaria campesina consiste en el autogobierno como ejercicio de la libre determinación de las naciones y los pueblos indígena originario campesinos, cuya población comparte territorio, cultura, historia, lenguas, y organización o instituciones jurídicas, políticas, sociales y económicas propias.

Se complementa con el conjunto de derechos fundamentales y garantías enunciados en el artículo N° 30, que establece:

Artículo 30-I. Es nación y pueblo indígena originario campesino toda la colectividad humana que comparta identidad cultural, idioma, tradición histórica, instituciones, territorialidad y cosmovisión, cuya existencia es anterior a la invasión colonial española.

(...)

II-4. A la libre determinación y territorialidad.
 
II-5. A que sus instituciones sean parte de la estructura general del Estado.

Y en otros artículos:

Artículo 211-I. Las naciones y pueblos indígena originario campesinos podrán elegir a sus representantes políticos en las instancias que corresponda, de acuerdo con sus formas propias de elección.

Artículo 292. Cada autonomía indígena originario campesina elaborará su Estatuto, de acuerdo a sus normas y procedimientos propios, según la Constitución y la Ley.

La autonomía indígena originario campesina incluye también al poder judicial:

Artículo N° 179-II. La jurisdicción ordinaria y la jurisdicción indígena originario campesina gozarán de igual jerarquía.

El 29 de diciembre de 2010 se promulgó la ley n.º 073 de Deslinde Jurisdiccional, que regula la forma de coordinación y cooperación entre las jurisdicciones judiciales, en el marco del respeto a los derechos, deberes y garantías constitucionales para la vigencia del estado de derecho y el pluralismo jurídico establecido.

## Requisitos
Se exigen dos requisitos a los municipios y territorios indígenas originarios campesinos para acceder a una AIOC: la viabilidad gubernativa y una base poblacional. Es competencia del Viceministerio de Autonomía certificar que el municipio o territorio tenga la condición de ancestral, esté actualmente habitado por los pueblos y naciones que demandan la AIOC, y que exista una estructura organizacional que tenga representatividad y funcionamiento efectivo sobre todas las organizaciones del pueblo demandante en el territorio o municipio (arts. 56 y 57 de la ley n.° 031). La base poblacional debe ser igual o mayor a 10 000 para las NPIOC de las tierras altas e igual o mayor a 1000 habitantes para las NPIOC minoritarias. Excepcionalmente se podrá reducir a 4000 habitantes en las NPIOC de las tierras altas si la viabilidad gubernativa se demuestra sostenible, siempre que no se fragmente el territorio ancestral (art. 58 de la ley n.° 031).

## Territorios indígena originario campesinos
Los divisiones territoriales del estado boliviano son:

Artículo 269-I. Bolivia se organiza territorialmente en departamentos, provincias, municipios y territorios indígena originario campesinos.

Sobre los territorios sobre los que se ejercerá la autonomía indígena originario campesina:

Artículo 290-I. La conformación de la autonomía indígena originario campesina se basa en los territorios ancestrales, actualmente habitados por esos pueblos y naciones, y en la voluntad de su población, expresada en consulta, de acuerdo a la Constitución y la ley.
 
II. El autogobierno de las autonomías indígenas originario campesinas se ejercerá de acuerdo a sus normas, instituciones, autoridades y procedimientos, conforme a sus atribuciones y competencias, en armonía con la Constitución y la ley.

Artículo 291-I. Son autonomías indígena originario campesinas los territorios indígena originario campesinos, y los municipios, y regiones que adoptan tal cualidad de acuerdo a lo establecido en esta Constitución y la ley.

La Asamblea Legislativa Plurinacional tiene competencia para agregar territorios a los municipios indígenas originarios campesinos o modificar sus límites.
La consulta de acceso a la AIOC en un territorio indígena originario campesino debe realizarse según las normas y procedimientos propios del territorio.
Los TIOC que iniciaron el procedimiento para convertirse a AIOC desde 2009 son:
- Raqaypampa (departamento de Cochabamba)
- Nación Yuracaré (departamento de Cochabamba), en 2016
- Lomerío (departamento de Santa Cruz)
- Corque Marka (departamento de Oruro)
- Multiétnico TIM I (departamento del Beni)
- Nación Cabineña (departamento del Beni), en 2016
- Jatun Ayllu Yura (departamento de Potosí), en 2016

Excepto Jatun Ayllu Yura los otros 6 TIOC conformaron sus órganos deliberativos mediante normas y procedimientos propios. Raqaypampa, Lomerío, Corque Marka y Multiétnico TIM I aprobaron sus proyectos de estatuto autonómico indígena originario campesino. 
Luego de ser el primer TIOC cuyo proyecto de estatuto obtuvo el 17 de junio de 2015 la declaración de constitucionalidad, el 12 de julio de 2016 fue promulgada la ley n.º 813 que creó la unidad territorial territorio indígena originario campesino de Raqaypampa, el 20 de noviembre de 2016 fue aprobado en referéndum el estatuto autonómico del gobierno indígena de Raqaypampa en la provincia Mizque del departamento de Cochabamba con 91,78% de aprobación y el 14 de junio de 2017 se realizaron las elecciones de sus autoridades.
En abril de 2018 el Tribunal Constitucional Plurinacional de Bolivia declaró constitucional el proyecto de estatuto autonómico de la Nación Monkoxi de Lomerío, provincia Ñuflo de Chávez de Santa Cruz.

## Municipios indígena originario campesinos
Por el Decreto Supremo Nº 231 de agosto de 2009 el Ministerio de Autonomía reglamentó la parte de la Ley N º 4021 de Régimen Electoral Transitorio que establece que los municipios que decidan convertirse en autonomía indígena originaria campesina debían efectuar un referéndum en las elecciones del 6 de diciembre de 2009. Ese año 18 municipios iniciaron su conversión a autonomía indígena originaria campesina, pero sólo 12 cumplieron los requisitos previos y fueron habilitados para participar en el referéndum.
En el referéndum del 6 de diciembre de 2009, 11 municipios optaron por la autonomía indígena originaria campesina, superando el 51 % requerido, mientras que Curahuara de Carangas, en el departamento de Oruro, de la nación aimara, la rechazó con solo un 45,08 % de aprobación. El 4 de abril de 2010 se eligió autoridades transitorias en los 11 municipios, que son los siguientes:
- Municipio de Huacaya en el departamento de Chuquisaca, provincia Luis Calvo. Nación indígena originaria guaraní. Con 53,66 % de aprobación.[13]
- Municipio de Tarabuco en el departamento de Chuquisaca, provincia Yamparáez. Nación indígena originaria yampará. Con 90,80 % de aprobación.
- Municipio de Mojocoya en el departamento de Chuquisaca, provincia de Zudáñez. Nación indígena originaria mojocoya. Con 88,31 % de aprobación.
- Municipio de Charazani en el departamento de La Paz, provincia Bautista Saavedra. Nación indígena originaria kallawaya. Con 86,62 % de aprobación.
- Municipio Jesús de Machaca en el departamento de La Paz, provincia de Ingavi. Nación indígena originaria urus de Irohito. Con 51 % de aprobación.
- Municipio de Pampa Aullagas en el departamento de Oruro, provincia Ladislao Cabrera. Nación indígena originaria jatun killakas. Con 83,67 % de aprobación.
- Municipio de San Pedro de Totora en el departamento de Oruro, provincia San Pedro de Totora. Nación indígena originaria jach’a karangas. Con 74,50 % de aprobación.
- Municipio de Chipaya en el departamento de Oruro, provincia de Sabaya. Nación indígena originaria uru chipaya. Con 91,69 % de aprobación.
- Municipio de Salinas de Garci Mendoza en el departamento de Oruro, provincia Ladislao Cabrera. Nación indígena originaria Jatun Killka Asanaquis. Con 68,75 % de aprobación.
- Municipio de Chayanta en el departamento de Potosí, provincia Rafael Bustillo. Nación indígena originaria Charka Qara Qara. Con 52 % de aprobación.
- Municipio de Charagua en el departamento de Santa Cruz, provincia Cordillera. Nación indígena originaria guaraní. Con 55,66 % de aprobación.

El 24 de mayo de 2010 se promulgó la Ley n.º 017 Transitoria para el funcionamiento de las Entidades Territoriales Autónomas, por la cual estableció el procedimiento de transición de los gobiernos municipales a gobiernos autónomos municipales.
El 19 de julio de 2010 fue promulgada la Ley Nº 031 Marco de Autonomías y Descentralización que limita la obtención de autonomía indígena originaria campesina a la conversión de gobiernos municipales o de territorios comunitarios de origen (territorios indígena originario campesinos), condición que excluye a los pueblos que no tengan una de esas categorías.
Los municipios deben cumplir cuatro requisitos para acceder a la AIOC: conformar un consejo autonómico para elaborar el proyecto de estatuto autonómico y aprobarlo por más de dos tercios de los votos del consejo, iniciar el trámite de acceso a la AIOC, aprobar el estatuto autonómico en referéndum y elegir a las autoridades para conformar el gobierno autonómico. Previamente el proyecto de estatuto autonómico debe ser aprobado por el Tribunal Constitucional Plurinacional, siendo el primero el 29 de noviembre de 2013 para San Pedro de Totora (Marka).
El 20 de septiembre de 2015 fue aprobado en referéndum (por 53,25 % de los votos) el estatuto autonómico del Gobierno Qutónomo Guaraní Charagua Iyambae, siendo el primer municipio en implementar la autonomía indígena de Bolivia. El estatuto establece tres instancias: órgano de decisión colectiva o Ñemboati; el órgano legislativo o Mborakuai Simbika Iyapoa Reta, y el órgano ejecutivo o Tëtarembiokuai Reta Imborika. El mismo día el municipio de San Pedro de Totora Marka rechazó el estatuto autonómico para la conversión a la autonomía indígena originario campesina por 29,96 % de aprobación.
Luego de que el Tribunal Constitucional Plurinacional lo aprobara el 27 de marzo de 2015, el 20 de noviembre de 2016 fue aprobado en referéndum (77,4 % de los votos) el estatuto autonómico del Gobierno de la Autonomía Originaria de la Nación Uru Chipaya del departamento de Oruro. En tanto el municipio de Mojocoya lo rechazó en referéndum el 20 de noviembre de 2016 con solo 40,6 % de aprobación y ese día el municipio de Gutiérrez del departamento de Santa Cruz aprobó en referéndum su conversión AIOC guaraní con 63,10 % de aprobación.
El 8 de enero de 2017 fue puesta en vigencia en Charagua la primera autonomía indígena de Bolivia, sobre la base de la nación guaraní de Charagua representada en las cuatro capitanías (Charagua Norte, Parapitiguasu, Alto Isoso y Bajo Isoso).
El 9 de julio de 2017 fue rechazado en referendo el estatuto autonómico de Huacaya, mientras que Macharetí aprobó por 51,3 % el acceso a la autonomía indígena originario campesina. El 26 de mayo de 2019 fue aprobado en referendo el estatuto autonómico de Salinas de Garci Mendoza (51,80 %).